# Kızılgüney, Gazipaşa
Kızılgüney là một xã thuộc huyện Gazipaşa, tỉnh Antalya, Thổ Nhĩ Kỳ. Dân số thời điểm năm 2011 là 527 người.